# Sternotomis centralis
Sternotomis centralis är en skalbaggsart som beskrevs av Hintz 1911. Sternotomis centralis ingår i släktet Sternotomis och familjen långhorningar.
Artens utbredningsområde är:
- Angola.
- Rwanda.

Inga underarter finns listade i Catalogue of Life.